# Maripa pauciflora
Maripa pauciflora är en vindeväxtart som beskrevs av D.F. Austin. Maripa pauciflora ingår i släktet Maripa och familjen vindeväxter. Inga underarter finns listade i Catalogue of Life.